# 石狩国

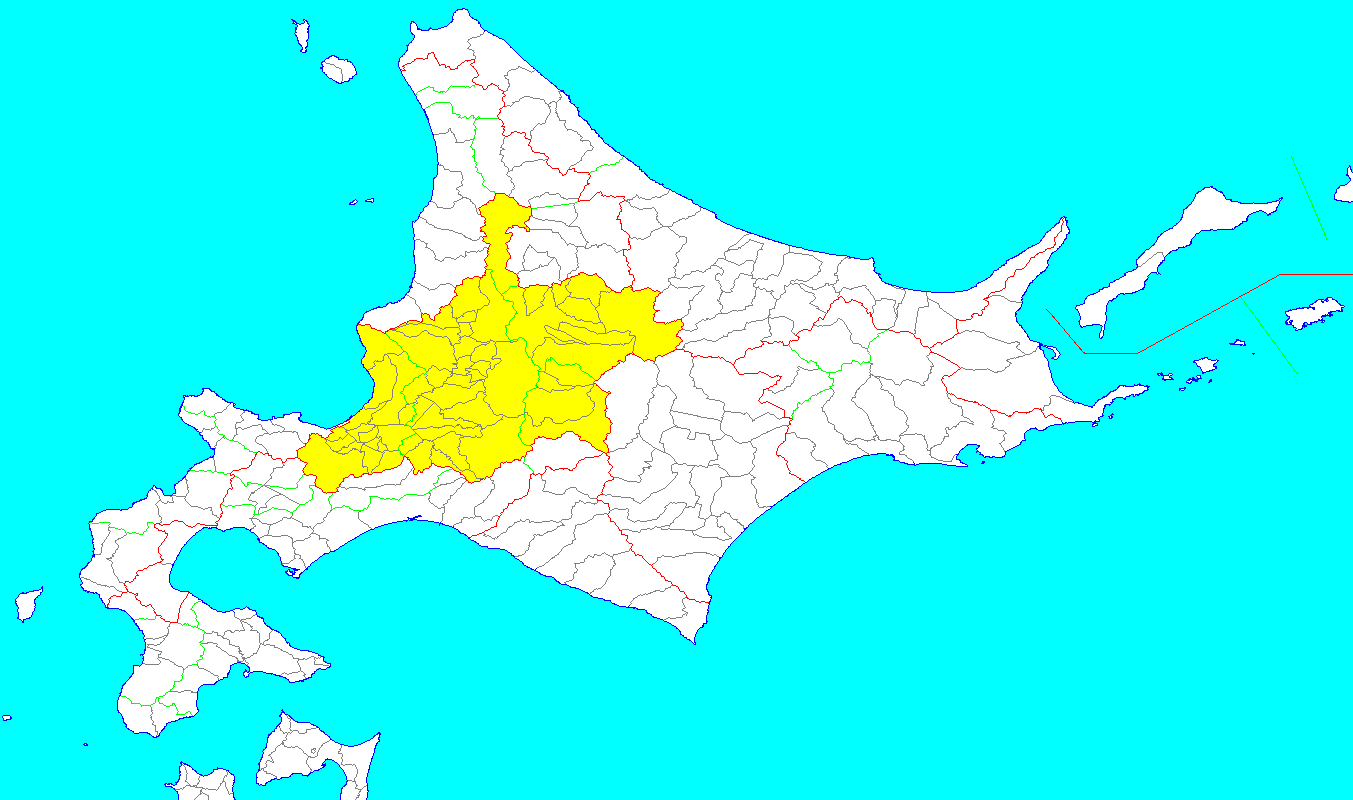
石狩国の範囲（1869年8月15日）

石狩国（いしかりのくに）は、大宝律令の国郡里制を踏襲し戊辰戦争（箱館戦争）終結直後に制定された日本の地方区分の国の一つである。五畿八道のうち北海道に含まれた。道央の広大な領域を版図とし、現在の石狩振興局管内のうち千歳市・恵庭市を除いた部分、後志総合振興局管内のうち小樽市銭函4・5丁目相当区域、空知総合振興局管内の全域、上川総合振興局管内の塩狩峠以南のうち占冠村を除いた部分と幌加内町に相当する。
通常、北海道の令制国は「○州」と略されることは少ないが、石北峠（北見国との境界線）や石北本線（石狩国 - 北見国）・石勝線（石狩国 - 十勝国）を除き、峠、鉄道線名などの名称に略称として用いられる場合には、石狩国は先に成立した石見国との重複を回避するため塩狩峠（天塩国との境界線）や狩勝峠（十勝国との境界線）のように「狩」と略される事が多い。

## 領域
1869年（明治2年）の制定時の領域は、現在の北海道の上川総合振興局・空知総合振興局・石狩振興局管内から下記を除き、小樽市の一部（新川以東）を加えた区域に相当する。
- 中川郡中川町・音威子府村・美深町
- 名寄市
- 士別市
- 上川郡下川町・剣淵町・和寒町
- 勇払郡占冠村
- 千歳市
- 恵庭市

## 沿革
ここでは石狩国成立までについても記述する。
『日本書紀』には、斉明天皇6年3月に阿倍比羅夫が遠征した際、大河の河口で蝦夷と粛慎の交戦を知ったとあり、この大河が石狩川にあたるとの説がある。蝦夷征討が盛んに行われていた飛鳥時代から平安時代初期にかけて、札幌郡域内（現在の江別市）では須恵器などの副葬品が発見された江別古墳群が築かれた。現在確認されているものの中では国内最北の古墳で、その構造も胆振国千歳郡（現恵庭市）の茂漁古墳群や北東北の末期古墳と同様の群集墳であり、比羅夫が政所・郡領を置いた後志羊蹄（シリベシ）は札幌郡域（江別や札幌）周辺との説がある（#外部リンクも参照。参考：奄美群島の歴史#古代）。2011年4月には北海道大学構内でも同様の古墳（札幌市k39遺跡）が発見された。また、この時期蝦夷（えみし）の間では擦文文化も盛んであったといわれている。
鎌倉時代以降になると、北海道の日本海側や樺太には唐子と呼ばれる蝦夷（えぞ）がおり、唐子は蝦夷沙汰職・蝦夷管領（室町時代以降は蝦夷管領）が統括していた（『諏訪大明神絵詞』）。
時代が下り江戸時代ころになると、松前藩によって開かれたイシカリ十三場所、アツタ場所、ハママシケ場所など松前藩家臣が蝦夷（アイヌ）の人々と交易をおこなう知行地では、交易の拠点として各地に運上屋なども作られた。また運上屋は藩の出先機関の機能も兼ね備え、撫育政策（オムシャ）などを行い、このとき乙名・小使・土産取など役蝦夷の任命と掟書の伝達、扶持米の支給（介抱）なども行われた。アイヌの人々は百姓身分に位置付けられていた。制度的なものの詳細は商場（場所）知行制および場所請負制を、漁場の状況については北海道におけるニシン漁史を参照されたい。場所と後の郡の相対は下記のとおり。
- イシカリ十三場所・・・石狩川河口周辺および石狩川本支流を管轄

トクヒラ場所・・・後の石狩郡（石狩川左岸河口付近）
ハッシャブ場所・・・後の札幌郡（石狩川（現・茨戸川）左岸、発寒川合流地付近。現札幌市北区）
シノロ場所・・・後の札幌郡（石狩川（現・茨戸川）左岸、篠路川合流地付近。現札幌市北区）
ナイホウ場所・・・後の札幌郡（伏古川上流付近、現札幌市東区）
上サッポロ場所・・・後の札幌郡（豊平川流域、現札幌市）
下サッポロ場所・・・後の札幌郡（豊平川流域、現札幌市）
上ツイシカリ場所・・・後の札幌郡など（石狩川左岸、豊平川（現・世田豊平川）合流地付近。現江別市など）
下ツイシカリ場所・・・後の札幌郡など（石狩川左岸、豊平川（現・世田豊平川）合流地付近。現江別市など）
上ユウバリ場所・・・後の夕張郡付近（夕張川流域）
下ユウバリ場所・・・後の夕張郡付近（夕張川流域）
上カバト場所・・・後の空知郡付近（樺戸川合流点から上流、現歌志内市、滝川市など）
下カバト場所・・・後の樺戸郡付近（樺戸川合流点から下流ツイシカリまで。現江別市篠津、新篠津村、浦臼町など）
シュママップ場所・・・後の札幌郡（現北広島市）および後の胆振国千歳郡北部（現恵庭市）など、島松川流域。
- アツタ場所・・・厚田郡
- ハママシケ場所・・・浜益郡

江戸時代初期の 正保元年（1644年）、石狩国域を含む「正保御国絵図」が作成され、貞享5年、水戸藩主・徳川光圀が石狩に快風丸を派遣し石狩川流域を調査している。元禄13年には、松前藩は蝦夷地の地名を記した松前島郷帳を作成し、幕府に提出。また正徳5年（1715年）になると、松前藩主は幕府に対し「十州島、唐太、チュプカ諸島、勘察加」は松前藩領と報告した。
江戸時代中期
田沼意次治世の天明6年2月、佐藤玄六郎は幕府に提出した蝦夷地調査の報告書（「蝦夷地之儀是迄見聞仕候趣申上候書付」『蝦夷地一件』二）で、蝦夷地は穀物栽培を禁じており、上川郡域でアイヌが米作したところ、和人は籾・種を没収し償いさせた、と書いている（参考：奄美群島の歴史#近世）。山中で稗や粟を栽培している者もいたという。
寛政4年石狩場所でも幕府による御救交易が行われた。これは蝦夷（アイヌ）に有利な交易で、老人・子供に支給米を、貧者に手当を与えたという（『蝦夷草紙後編』）。
江戸時代から明治時代初頭にかけての交通について、陸上交通は、石狩湾岸を通る渡島国から天塩国増毛郡への道（国道231号などの前身）の途上となっており、石狩郡では安政年間にはすでに場所請負人によって石狩川を渡る石狩渡舟が運営され、厚田郡の濃昼山道、浜益郡の送毛山道、浜益郡から天塩国増毛郡に至る増毛山道なども開削されている。また、安政年間には後志国小樽郡の銭函から札幌郡を経て胆振国千歳郡に至る札幌越新道（千歳新道）も 箱館奉行の命を受けた小樽場所請負人・恵比須屋半兵衛、石狩場所請負人・阿部屋博次郎、勇払場所請負人・山田文右衛門らによって開削され、このとき、志村鐵一と吉田茂八が豊平川の渡し守となる。銭函から現在の札幌市内までは国道5号、札幌市内から千歳までは札幌本道・国道36号の前身である。この他、文化年間に天塩国の留萌からニセバルマ、エタイベツを経て石狩川流域のシラリカ（樺戸郡と雨竜郡の境界の川）に至る約25里（98.2km）の雨竜越も山田文右衛門によって開削されている。また、石狩国内の河川には藩政時代から廃使置県までの間8箇所の渡船場数があり石狩渡舟をはじめとする渡し船なども運行されていた。
海上交通は、厚田などに北前船が寄港していた。
江戸時代後期になると石狩国域は西蝦夷地に属した。文化4年国防上の理由から西蝦夷地（唐子エゾ居住地である北海道日本海岸・オホーツク海岸・樺太）も公議御料（幕府直轄領）とし、以降全蝦夷地のアイヌの宗門人別改帳（戸籍）が作成されるようになる（江戸時代の日本の人口統計も参照）。幕吏間宮林蔵は享和3年（1803年）沿岸部の測量を行い、文化8年（1811年）には上川郡域を調査。文政4年には一旦松前藩領に復したものの、安政2年再び天領となりハママシケ（浜益）には庄内藩が陣屋を築き石狩国域の警固を行った。また、トクヒラ場所付近には箱館奉行によって石狩役所が置かれ、その範囲は上川郡域（現旭川市）付近まで及んだ。松浦武四郎は弘化3年石狩、安政3年石狩郡・札幌郡・樺戸郡・雨竜郡、安政4年石狩・札幌・樺戸郡・雨竜郡・上川郡・空知郡、安政4年石狩郡・札幌郡・樺戸郡・雨竜郡・上川郡・空知郡・浜益郡・厚田郡・夕張郡、安政5年石狩郡・札幌郡・樺戸郡・上川郡・空知郡に立ち寄っている。安政6年の6藩分領以降も大部分は公議御料（庄内藩警固地）のままであったが、ハママシケのみ庄内藩領となっている。このころ上川郡域では松田市太郎や松浦武四郎らによって層雲峡温泉が発見され、空知郡域の石狩炭田と厚田郡域･望来周辺の油田が石狩役所の荒井金助によって発見されている。また、慶応2年の札幌郡域では、美泉定山によって定山渓温泉に湯治場が開かれたり、札幌元村が開かれる際大友亀太郎によって大友掘（後の創成川）が開削されている。慶応4年4月12日、石狩国域は箱館奉行から箱館裁判所（閏4月24日に箱館府と改称）に引き継がれた。
- 明治2年（1869年）
  - 同年7月から6郡が道外の藩や士族、寺院などによって分領支配される。開拓使直轄領は札幌、厚田、上川の3郡であった。
  - 旧暦8月15日（9月20日）に石狩国9郡が制定され、100村が属した。
  - 9月21日、北海道神宮創建。
  - 10月、石狩国で場所請負制廃止。漁場持ちの設定されず。
- 明治3 - 4年（1870年から1871年）本願寺道路が建設された。この時、札幌郡内（後の札幌市南区簾舞）に宿場のひとつとして簾舞通行屋がおかれている。
- 明治4年（1871年）
  - 5月に開拓使庁が函館から札幌に移転。
  - 旧暦7月14日（8月29日）、廃藩置県。
  - 旧暦8月20日（10月4日）、北海道の分領支配の廃止。全域が開拓使の管轄となる。
- 明治5年（1872年）
  - 札幌農学校が開校。
  - 壬申戸籍が編製される。
  - 旧暦4月9日（5月15日）、全国一律に戸長・副戸長を設置。
  - 旧暦10月10日（11月10日）、大区小区制施行。
  - 旧暦12月2日（1872年12月31日）、天保暦からグレゴリオ暦に改暦。
- 明治5 - 6年（1872年から1873年）札幌本道が建設された。
- 明治8年（1875年）5月、札幌郊外の琴似兵村への入地を皮切りに屯田が開始された。
- 明治12年（1879年）7月23日、郡区町村編制法（明治11年7月22日太政官布告第17号）施行。
- 明治13年（1880年）11月28日、官営幌内鉄道・手宮-札幌間開業。
- 明治15年（1882年）
  - 2月8日、廃使置県にともない札幌県の所管となる。
  - 6月25日、官営幌内鉄道の札幌 - 江別間が仮開業し、11月13日には手宮 - 幌内間が全通。
- 明治18年（1885年）8月、岩見沢神社創建。
- 明治26年（1893年）7月15日、上川神社創建。
- 明治29年（1896年）5月、上川郡にて屯田兵を母体とした陸軍第七師団が編成され、石狩国で徴兵制度が施行された。

## 国内の施設

### 寺院
寺院は、石狩郡（石狩市）の能量寺をはじめとする4寺、札幌郡では本願寺札幌別院（札幌市中央区）の前身の西本願寺札幌出張所や札幌元村（札幌市東区）の本龍寺、厚田郡の厚龍寺、浜益郡の大心寺などが江戸時代に建立された。また慶応年間には札幌元村の本龍寺境内に妙見堂が建立されている。

### 神社
神社は、元禄7年創建の石狩弁天社、天保年間には存在していた浜益神社、嘉永元年創立の厚田神社、安政年間創立の石狩八幡神社・篠路神社・発寒神社などがある。また旭川の鎮守・上川神社の旧社格は県社で現在は別表神社に加列されている。
- 石狩郡 石狩弁天社（石狩市）
- 石狩郡 石狩八幡神社（石狩市）
- 札幌郡 若宮八幡→篠路八幡社（現篠路神社、札幌市北区）
- 札幌郡 稲荷社→稲荷神社（現発寒神社、札幌市西区）
- 上川郡 上川神社（旭川市）
- 厚田郡 厚田神社（石狩市厚田区）
- 浜益郡 稲荷神社（現浜益神社、石狩市浜益区）

一宮以下
- 一宮
  - 札幌郡 札幌神社（現北海道神宮、札幌市中央区）
  - 空知郡 岩見沢神社（岩見沢市）

北海道神宮と岩見沢神社（空知一宮）が一宮と称される。
※令制国としての一宮ではないが、全国一の宮会では北海道神宮（札幌市中央区）を「蝦夷国新一の宮」に認定している。

## 地域

### 郡
石狩国は以下の9郡で構成された。
- 石狩郡
- 札幌郡（現在は消滅）
- 夕張郡
- 樺戸郡
- 空知郡
- 雨竜郡
- 上川郡
- 厚田郡（現在は消滅）
- 浜益郡（現在は消滅）

### 江戸時代の藩
- 松前藩領、松前氏（1万石各→3万石各）1599年 - 1807年・1821年 - 1855年（石狩国全域）
- 庄内藩ハママシケ陣屋、1859年 - 1868年（浜益場所）

分領支配時の藩
- 高知藩領、1869年 - 1871年（夕張郡）
- 山口藩領、1869年 - 1871年（樺戸郡、雨竜郡）

※上記の他、分領時兵部省領や寺社領、仙台藩士領などもあった。

### 人口
明治5年（1872年）の調査では、人口6003人を数えた。